# Charlie Scott
Charles Thomas "Charlie" Scott, född 15 december 1948 i New York, är en amerikansk före detta basketspelare.
Scott blev olympisk mästare i basket vid sommarspelen 1968 i Mexico City.